# Judeus na América portuguesa

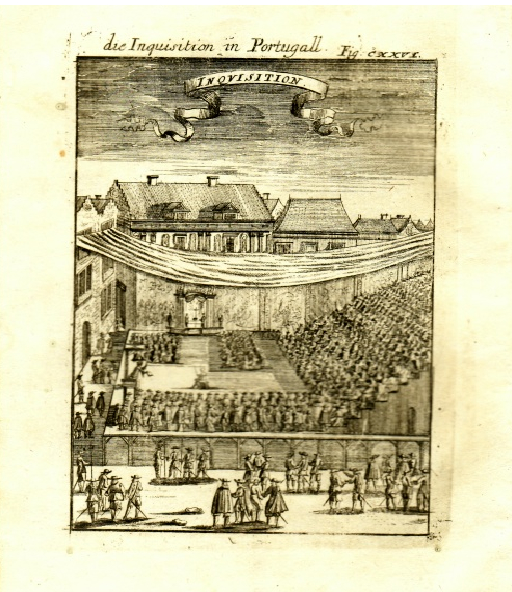
Muitos judeus migraram ao Brasil Colônia para escapar à Inquisição portuguesa (gravura a cobre de Jean David Zunner).

Os judeus, como o próprio significado do termo revela, são um povo peregrino. Eles são uma etnia que se espalhou por todo o mundo e não foi diferente no Brasil Colônia, aonde eles também chegaram e se estabeleceram, fundindo-se com a cultura cristã ou mesmo rejeitando-a. Temos aqui apresentado um pouco da história e da situação dos indivíduos de ascendência israelita no Brasil, de 1500 aos primeiros anos da década de 1620, o que será feito de uma forma bem sintética pelo fato de tratar-se de um pequeno ensaio. Primeiro traçaremos um breve retrato da posição da “gente da nação” em Portugal, para então partir para o Brasil, comentando a sua participação na “descoberta” e colonização da América Portuguesa. Depois o enfoque passará para as visitações do Tribunal do Santo Ofício no Brasil, relatando alguns de seus principais feitos, sem, no entanto, expor denúncias ou confissões ocorridas ou mesmo construir profundas análises sobre o assunto. O encerramento do trabalho se dará buscando o intento de algumas explicações para a não fixação de um Tribunal do santo Ofício da Inquisição em território brasileiro.

## Antecedentes
Sabe-se que a presença hebraica na Península Ibérica é muito antiga, tendo eles seguramente precedido os godos, mouros e talvez até mesmo os romanos. Entretanto, a história desse povo em Portugal (tratando-se de Idade Média e até mesmo um pouco depois do século XVI) ainda é pouco conhecida, se comparada aos progressos neste campo na Espanha. Mesmo assim, muitos fatores importantes que precederam a vinda da população de origem judaica para o Brasil são conhecidos e ajudam a explicar determinados fatos.
No período Medieval, Portugal foi o primeiro país a reconhecer os direitos dos judeus e também foi onde a propaganda ideológica antijudaica penetrou mais tarde. Isso foi fundamental para os judeus espanhóis que não aceitaram se converter, que então partem para Portugal onde suas condições de sobrevivência seriam possíveis. Alguns anos mais tarde, depois do estabelecimento da inquisição na Espanha, D. Manuel I, rei de Portugal, pressionado pela nação vizinha concorda em expulsar os judeus, mas para não agravar a crise que já estava instalada na Península (tendo em vista que estes concentravam em suas mãos parte importante do poder econômico), proíbe-lhes que saiam e obriga-os a converter-se ao catolicismo com um decreto outorgado em 31 de Março de 1496.
Após estes fatos, os conversos, perante a lei tornavam-se imediatamente cristãos imbuídos dos mesmos direitos dos outros. Logo, as duas etnias deveriam somar-se e não se apartar. Contudo, a burguesia cristã-velha, tendo o cristão-novo como principal concorrente econômico, e ainda alimentada pela diferença de padrões culturais, criou o preconceito. Para então tornar eficiente a exploração econômica, essa burguesia portuguesa (assim como já havia ocorrido na Espanha), utiliza-se dos preconceitos e mitos, que através dos séculos XVI e XVII vão penetrar e criar raízes nas mentes da maioria da população da Península Ibérica. Isso principalmente nas camadas inferiores, que vão assimilar o mito da pureza de sangue para poder (atitude praticamente inconsciente) identificar-se com os nobres e honrados, já que de outra forma não o poderiam fazer. Já do lado dos cristãos-novos, poderia se dizer que em Portugal estes organizaram uma espécie de “força de resistência” , pois com a instituição do Tribunal do Santo Ofício da Inquisição em Portugal a 6 de Julho de 1547, muitos voltaram à velha fé, às vezes até obsessivamente, reforçando então o criptojudaísmo existente no país.
As classes dirigentes os colocavam como razão da situação desastrosa na qual encontrava-se o Reino e a Inquisição, que se prestava a esta casta, justificava neste ínterim a sua existência, a qual era financiada pelos confiscos dos bens de cristãos-novos condenados, muitas vezes até injustamente, pois parafraseando um contemporâneo destes acontecimentos, o Embaixador Coutinho, diz João Lúcio de Azevedo: “... tinham eles em mira apossar-se da fazenda dos réus, para a desfrutarem, e não, como diziam, para os converter” . Desde a descoberta do Brasil em 1500, as atenções de muitos cristãos-novos se voltaram para a terra recém descoberta, pois estes ansiavam deixar Portugal. Seria então em um contexto similar e resultante do exposto acima que existiriam os cristãos-novos brasileiros.

## Primeiros cristãos-novos no Brasil

### Gaspar da Gama
As provas históricas disponíveis registram a presença de um único cristão-novo em meio aos primeiros portugueses que vieram ao Brasil: Gaspar da Gama. Anteriormente, mais precisamente no ano de 1498, estava ele a serviço do Governador muçulmano de Goa na ocasião em que Vasco da Gama encontrava-se ali nas proximidades, quando Gaspar aproximou-se da nau capitânia portuguesa, exprimindo seu contentamento em ver um navio de sua terra natal (a Espanha) e logo pediu consentimento para poder subir a bordo, no que foi prontamente atendido e sendo recebido, a princípio, cordialmente, até que o aprisionaram, suspeitando que fosse um espião, e por isso torturaram-no para extirpar-lhe confissões. Ele declarou, meio a outras coisas, ser judeu de Granada. Vasco da Gama recusou-se libertá-lo pois objetivava tirar benefício de seu conhecimento sobre a Índia e do fato de saber muitas línguas, levando-o a Portugal onde, apadrinhado por Vasco, recebeu o batismo forçadamente, recebendo a partir daí o nome cristão Gaspar da Gama (não se sabe seu nome judeu). Por seu poliglotismo foi designado pelo rei como conselheiro e intérprete de Pedro Álvares Cabral na expedição que chegaria ao Brasil.
Quando Nicolau Coelho pisou em solo brasileiro pela primeira vez, estava acompanhado por Gaspar, que por sua vez tentou frustradamente comunicar-se, juntamente com outro intérprete, com os índios tupis em africano (língua da Guiné) ou em arábico (aravigo). 
Após essa expedição, diz-se que Gaspar da Gama ainda prestou serviços valiosos na Índia à coroa portuguesa. Não se sabe se morreu judaizante ou bom católico.

### Fernão de Noronha
Em 1501 Portugal enviou uma expedição comandada por Américo Vespúcio à nova terra para a avaliação da qualidade e valor do território. Como Vespucci relatou que o local não possuía ouro e prata, nem pedras preciosas, ou mesmo outros materiais importantes.
D. Manuel resolve então arrendar o Brasil a homens com poder econômico, que poderiam arriscar seu próprio dinheiro para colonizar e explorar a terra, sendo a primeira concessão feita a um consórcio de cristãos-novos, encabeçado por Fernão de Noronha (também conhecido por Fernão de Loronha). Esses arrendatários teriam o monopólio do país para o corte e exploração do pau-brasil e para o comércio de escravos e todas as demais mercadorias lucrativas, tendo como dever mandar seis barcos ao Brasil por ano, descobrirem 300 léguas de novas terras e também construir e manter fortificações nesses territórios (o primeiro acordo estabelecia três anos, sendo o primeiro ano isento de taxas, mas no segundo e no terceiro seriam pagos 1/6 e 1/4 do valor dos bens, respectivamente).  
O consórcio despachou os seis primeiros navios com mercadorias e tropas em 1503 e Fernão de Noronha, que estava presente na expedição, descobriu no mesmo ano uma ilha próxima à costa setentrional do Brasil, à qual nomeou de São João – mas que ficou conhecida por Ilha de Fernão de Noronha (atual Fernando de Noronha) – e colonizou 50 léguas de terras na costa brasileira.
Por estes fatos, e também por outros serviços prestados no passado e por outros que se esperavam no futuro, D. Manuel I, o nomeou Cavaleiro da Coroa e donatário vitalício da ilha de São João – sendo seu primogênito o herdeiro do direito da Capitania – por decreto de 16 de janeiro de 1504, tornando-se, deste modo, o primeiro donatário do Brasil. Recebeu também o direito de ficar com os lucros obtidos da exploração daquele território, mediante a obrigação de colonizar por conta própria determinada área.
Noronha também arrendou a concessão da exportação de pau de tinta (pau-brasil) para Portugal por 4.000 ducados pagos anualmente à Coroa, que por sua vez proibiu a competição do pau de tinta vindo da Índia. A quantidade exportada anualmente era de vinte mil quintais (2.000 toneladas), que custavam ao arrendatário com todas as despesas incluídas, meio ducado enquanto que em Lisboa cada quintal seria vendido por dois e meio ou três ducados cada quintal, conferindo ao grupo de Noronha um lucro líquido anual de cerca de cinquenta mil ducados (32). Não se pode afirmar com certeza, mas esse contrato provavelmente abrangia os anos de 1503 a 1512 ou 1503 a 1515.
Pelo que parece, Fernão de Noronha não foi batizado à força (o batismo compulsório em Portugal foi decretado em 1497 e desde 1494 ele já era Cavaleiro da Casa Real, tendo, segundo os testemunhos, adotado voluntariamente a religião cristã) e seu padrinho, de quem herdou o nome Noronha, era descendente de Henrique II, rei de Castela e fazia parte de uma das mais importantes famílias da Península Ibérica.

### Diogo Fernandes
Em 1516 foi decretado por El-Rei D. Manuel que fossem entregues aos emigrantes que fossem para o Brasil todos os equipamentos necessários e também um perito que auxiliasse na introdução da indústria açucareira na colônia. Como o Oriente ainda absorvia grande parte do interesse do cristão-velho, provavelmente eram muitos os cristãos-novos a se aventurarem nesta empresa, pois faziam parte de uma classe detentora de muitos recursos financeiros. O sociólogo Gilberto Freire afirma que a mecânica judaica da indústria do açúcar teve de ser importada pelo Brasil, e isso é confirmado pela história de Duarte Coelho, o primeiro a ocupar-se do desenvolvimento intensivo e sistemático da indústria do açúcar, e donatário de Pernambuco, que trouxe feitores treinados e trabalhadores qualificados das Ilhas da Madeira e de São Tomé (regiões nas quais a cultura açucareira já era desenvolvida e que proporcionaram a Portugal a liderança no mercado mundial de açúcar) para o Brasil, que provavelmente eram em sua maioria judeus, que eram o melhor elemento econômico do tempo, e lucravam com fugir à fúria religiosa que grassava na Península . 
Não obstante, não se deve esquecer do fato de que no Brasil muitos senhores de engenho eram judeus. Dos cinco engenhos existentes em 1550, ao menos um pertencia a judeus, o Engenho de Santiago, propriedade do judeu Diogo Fernandes e seus associados também judeus. Segundo consta, este era um grande engenho, com boas terras e águas, além de muita madeira. Entretanto foi destruído mais tarde em uma guerra com índios de Igaraçu, o que fez com que Diogo e sua família ficassem muito pobres. O governador de Pernambuco, Jerônimo de Albuquerque fez saber o acontecido ao rei de Portugal, D. João III, e na carta enviada, após contar o episódio dos índios, afirmava que na habilidade e conhecimentos necessários para administrar engenhos, ninguém no Brasil se igualava a Diogo, que sem dúvida era realmente, entre os técnicos trazidos ou chamados por Duarte Coelho, o mais importante.

### Outras participações
A colonização era um verdadeiro combate, pois além dos perigos naturais que a nova terra oferecia, os colonos tinham que enfrentar também as populações indígenas. Logo, cristãos-novos e cristãos-velhos, que na Europa (generalizadamente) se odiavam, por falarem ambos o português, por padecerem de vicissitudes análogas e encerrarem interesses comuns, praticamente se irmanam na conquista do solo brasileiro. Seria esta a única alternativa passível de sucesso.
Muitos marranos e cristãos-novos participaram de alguma forma nas expedições que dilataram a colonização para o Norte, para o Oeste e para o Sul, pois participações importantes de elementos de sangue judeu são notadas nas conquistas do Rio Grande, do Rio de Janeiro, da Paraíba, de Sergipe e do Maranhão.

## O Tribunal do Santo Ofício da Inquisição e o Brasil
Em 1535 era adotada em Portugal a prática de deportar criminosos para o Brasil, e desde a introdução da Inquisição naquele país os judeus também eram tratados da mesma forma. Apesar da Inquisição nunca ter sido formalmente inserida no Brasil, o Santo Ofício de Lisboa chegou a conceder poderes inquisitoriais ao Bispo da Bahia na década de 1580, que enviava os acusados para serem julgados em Lisboa e alguns anos depois fez algumas visitações no território brasileiro. Com isso, a "gente da nação" nunca mais pôde viver tranquilamente, ainda que fossem cristãos sinceros, pois havia muitas falsas acusações forjadas por inimigos e mesmo que fossem absolvidos, estavam marcados para o resto de suas vidas.

### Visitação do Santo Ofício na Bahia (1591-93)
Um dos principais objetivos da visitação era a denúncia de lares judaizantes (mas havia outros fins, como denunciar lares Luteranos e determinadas práticas sexuais). Ao chegar, o visitador Heitor Furtado de Mendonça nomeou uma comissão inquisitorial, publicou um Auto-de-Fé, uma Carta de Graça para a cidade da Bahia e seus arredores e uma Carta Monitoria que em um de seus trechos menciona as seguintes práticas e cerimônias judaicas que deveriam ser confessadas ou denunciadas (trata-se apenas de um pequeno resumo): observância do Sábado de acordo com a tradição judaica; matança de aves e animais de acordo com a tradição judaica; não comer carne de certos animais e peixes; observância dos dias de jejum judaicos; celebração dos dias de festa judaicos; recitação de preces judaicas; recitação dos Salmos da Penitência, omitindo o Gloria Patri, et Filio, et Espiritu Sancto; o tratamento, sepultamento dos cadáveres e o luto segundo o costume judaico; colocar ferro, ou pão, ou vinho, em jarros ou cântaros na véspera de S. João e na noite do Natal, para simbolizar a crença de que nessas ocasiões a água se transformava em vinho; a bênção das crianças, de acordo com a tradição judaica; circuncidar os meninos e atribuir-lhes, em segredo, nomes judaicos; raspagem do óleo e do crisma após o batismo da criança. Também era exigida a denunciação de qualquer tentativa de converter cristãos-velhos ou novos ao judaísmo (ou mesmo ao islamismo) . 
A Igreja não pôde intervir com os cripto-judeus, apenas incomodando aos que não se precaviam para esconder este fato. Inicialmente a visitação causou alvoroço entre os judaizantes, porém a maioria dos processos contra os judaizantes da Bahia foram incapazes de condená-los por insuficiência de provas, sendo que pouquíssimos foram levados à sede do Tribunal em Lisboa.

### Visitação do Santo Ofício em Pernambuco (1593-95)
Após chegar em Recife, o visitador Mendonça estabeleceu os órgãos e fez as promulgações, em Olinda e em alguns outros locais e paróquias, similares às realizadas na Bahia. 
Os relatos desta visitação mostraram que uma parte relevante da população branca era constituída de judaizantes que começaram a chegar no século XVI, e que eram, em sua maioria, homens de poder econômico (fazendeiros, comerciantes, etc.).

### 1596 – 1624
Com a partida do visitador coube novamente ao bispo da Bahia as atividades que caberiam à Inquisição. 
O resultado do relatório do visitador que colocava em questão a sinceridade do clero brasileiro foi a criação de uma lei em 1603 que estipulava que só poderiam ser nomeados oficiais da Igreja cristãos-velhos. Por outro lado, em 1601, o decreto de 1587 que proibira a saída de cristãos-novos foi revisto e a partir daí eles poderiam sair de Portugal ou vender suas propriedades sem necessitar de permissão. Com isso iniciava-se uma melhora na situação geral dos cristãos-novos. Em 1605, o rei obteve um perdão geral do Papa, que valia por um ano, e que compreendia todos os cristãos-novos portugueses. O preço deste ato foi de 1.700.000 cruzados em dinheiro, mais a anulação do débito do tesouro real em 225.000 cruzados. Assim, 410 prisioneiros foram postos em liberdade pelos tribunais inquisitoriais e foi proibido referir-se a um cristão-novo como “judeu”. A quantia de 1.700.000 foi dividida entre todos os cristãos-novos de Portugal e a parte dos brasileiros foi firmada em dezoito contos. 
Mesmo com esses acontecimentos, a atitude discriminatória para com eles continuou e fica evidente a intenção da Coroa em somente obter mais dinheiro, pois novas leis os proibiam de ingressar no “serviço das letras”  e de sair de Portugal sem antes pagar sua parte na tributação(53), além de que pessoa alguma da “Nação Hebraica” estava isenta de sua quota, nem nobres, nem cavaleiros, fidalgos ou mesmo casos individuais. Após o definhamento do ano do perdão, a Inquisição reiniciou a perseguição aos cristãos judaizantes.

### Visitação do Santo Ofício na Bahia (1618)
O visitador Marcos Teixeira, ao chegar na Bahia, logo organizou uma comissão inquisitorial e um tribunal. Os relatórios desta visitação mostraram que os judeus confessos de Flandres e os marranos brasileiros mantiveram constantes comunicações entre si, exercendo desta maneira, através de seus familiares e de suas ligações comerciais, um papel muito importante na organização da exportação do açúcar do Brasil.
Esta visitação produziu resultados praticamente insignificantes, contudo causou grandes preocupações em muitos narramos que inclusive resolveram deixar o Brasil.
Depois da partida do visitador, um decreto real de 1623 nomeou Marcos Teixeira (outro Marcos Teixeira, não o visitador) como Bispo do Brasil encarregado de todos os assuntos da Inquisição no país.

### Possíveis motivos da não criação do Santo Ofício no Brasil
É bem provável que algumas vezes se tenha cogitado a criação do Santo Ofício para o Brasil, tendo como incentivo os das terras americanas sob domínio espanhol e o de Goa, porém uma série de dificuldades poderiam ter impedido esta realização, sendo elas : o grande número de despesas geradas pelo funcionamento de um tribunal inquisitorial; um tribunal apenas para um país com grande extensão como o Brasil não daria resultados eficientes; o estabelecimento de um (ou mais)Tribunais do Santo Ofício no Brasil traria grandes prejuízos econômicos, pois com a falta de estabilidade, os cristãos-novos poderiam mudar-se para uma região ou país considerados mais seguros, levando então consigo seus capitais; a própria vida da Igreja seria desorganizada, já que grande parte dos clérigos e de outros religiosos era cristãos-novos e além disso, muitos outros eclesiásticos não dariam (e muitos não deram realmente) apoio a este tentame, já que os recursos que os sustentavam eram provenientes dos dízimos, cujos contribuintes principais eram sujeitos de linhagem israelita ou seus consórcios.